# Kokštejn
Hrad Kokštejn (též Kufštejn nebo Kopfštejn) stával na skále nad Dalešickou přehradou u obce Hartvíkovice. Jeho zbytky jsou chráněny jako kulturní památka České republiky.

## Historie
Kokštejn byl postaven ve 2. polovině 14. století many třebíčského kláštera na skále u Hartvíkovic jako protiváha blízkých Čalonic. Jediná zmínka o hradu je z roku 1556, kdy se uvádí jako pustý.
Jednalo se o menší objekt, který měl sloužit jako předsunutý vojenský opěrný bod k ochraně panství třebíčského benediktinského kláštera.

## Dostupnost
Místo hradu je přístupné po žlutě značeném turistickém okruhu Hartvíkovice–Kokštejn–Hartvíkovice. V blízkosti se nachází rekreační osada Wilsonka.